# Каспар фон Велшперг
Каспар фон Велшперг (на немски: Kaspar von Welsperg; † 1434) е австрийски благородник от род Велшперг от Пустертал в Южен Тирол. Той е собственик на Примиеро/Примьор в Тренто в Италия.

## Живот
Той е син на Георг фон Велшперг и съпругата му вероятно Агнес фон Тобхан. Баща му се жени втори път за Анна фон Колонитц (* 1405). Внук е на Улрих фон Велшперг и Агнес фон Щал. Потомък е на Ото II Велф фон Велшперг (* ок. 1100), синът на Ото I Велф фон Велшперг.
Фамилията фон Велшперг имигрира от Етрурия в Реция, остава вероятно в Тирол и построява ок. 1167 г. замък Велшперг. През 1359 г. баща му Георг фон Велшперг купува замък Турн, намиращ се срещу замък Велшперг. Георг фон Велшперг е камермайстер на херцог Леополд IV Хабсбург, получава първо като залог „кастел Пиетра“ и съда към него в Примьор и от 1401 г. за ок. 4 000 златни гулдена.
Каспар фон Велшперг умира през 1434 г. Внукът му Кристоф III фон Велшперг-Примьор († 1508) е издигнат на фрайхер на Велшперг-Примьор. От ок. 1500 г. фамилията има титлата наследствен маршал на манастир Бриксен/Бресаноне.
През 1593 г. родът фон Велшперг е издигнат на имперски фрайхер, 1693 г. на имперски граф и измира по мъжка линия през 1907 г. Наследени са чрез осиновяване от род „Тун и Хоенщайн“.

## Фамилия
Първи брак: с Анна Траутзон, дъщеря на Конрад Траутзон от Рифенек и Шпрехенщайн 'Набожния' († сл. 1403) и Катарина фон Матрай. Те имат два сина:

- Йохан (III), основател на старата линия
- Балтазар фон Велшперг († 1501/1502), маршал, основател на младата линия, женен за Барбара фон Лихтенщайн-Николсбург (1412 – 1502); имат син:
  - Кристоф III фон Велшперг-Примьор († 1508), фрайхер, женен за Вероника фон Найдек; имат син и дъщеря

Втори брак: с Урсула фон Филандерс. Бракът е бездетен.